# Sexual Personae
Sexual personae. Arte e decadenza da Nefertiti a Emily Dickinson è un saggio della filosofa statunitense Camille Paglia, edito nel 1990 da Yale University Press, pubblicato in Italia nel 1993 da Einaudi e successivamente nel 2022 dalla Luiss University Press. 
L'opera analizza ciò che l'autrice definisce la decadenza sessuale nella letteratura e arti visive occidentali, concentrandosi su artisti e scrittori rinomati quali Donatello, Botticelli, Leonardo, Spenser, Shakespeare, Goethe, Coleridge, Byron, Brontë e Wilde. Sulla scia di Nietzsche, Camille Paglia sostiene che il conflitto principale nella cultura occidentale si combatta tra le forze binarie di apollineo e dionisiaco, associando Apollo all'ordine e alla simmetria, e Dioniso al caos, al disordine e alla natura.

## Analisi
Volendo dimostrare l'unità e la continuità della cultura occidentale, Camille Paglia riconosce la tradizione canonica e rifiuta l'idea modernista secondo cui la cultura si sarebbe ridotta in "frammenti insensati". L'autrice sostiene che il cristianesimo non sia riuscito a distruggere il paganesimo, il quale è invece fiorito nell'arte, nell'erotismo, nell'astrologia e nella cultura popolare. Esaminando un lungo periodo coprente l'antichità, il Rinascimento e il Romanticismo dalla fine del XVIII secolo al XX secolo, Camille Paglia ritiene che l'amoralità, l'aggressività, il sadismo, il voyeurismo e la pornografia nella grande arte siano stati ignorati o sorvolati dalla maggior parte dei critici accademici.
Il sesso e la natura vengono definiti "brutali forze pagane" dall'autrice, che vede la madre come una forza prevaricante che condanna gli uomini all'ansia sessuale per tutta la vita, dalla quale essi riescono a sfuggire fugacemente attraverso il razionalismo e la realizzazione fisica. La cultura occidentale è rappresentata come una costante lotta tra la religione fallica del cielo, da un lato, e la religione ctonia della terra, dall'altro, e in ciò Paglia si ispira alla polarità greco-romana tra l'apollineo e il dionisiaco: Apollo è associato all'ordine, alla strutturalità e alla simmetria, mentre Dioniso al caos, al disordine e alla natura.
Le "personae sessuali" del titolo del libro comprendono categorie quali il "vampiro femminile" (Medusa, Lauren Bacall); la "pitonessa" (l'oracolo delfico, Gracie Allen); il "bel ragazzo" (l'Antinoo dell'imperatore Adriano, Dorian Gray); il "bell'uomo ambigenere" (Byron, Elvis Presley), e l'"eroina maschile" (il maschio passivo che soffre, come gli anziani nelle poesie di William Wordsworth).
Camille Paglia mette inoltre in discussione la definizione di carisma data dal sociologo Max Weber, secondo cui questo si manifesterebbe in atti eroici o miracoli. Al contrario, l'autrice considera il carisma come "l'aura numinosa che circonda una personalità narcisistica" nonché "lo splendore generato dall'interazione di elementi maschili e femminili in una personalità di talento", piuttosto che qualcosa dipendente da "atti o effetti esterni".

## Ricezione
Sexual personae ha ricevuto recensioni discordanti. Alcune studiose femministe ne hanno criticato la supposta imprecisione storica, l'egocentrismo e il neoconservatorismo dei contenuti, arrivando a definirla come "una cosmogonia antifemminista". Altre femministe, invece, hanno elogiato l'opera (come Maya Oppenheim dell'Independent, che lo ha definito "un lavoro femminista seminale").
Il critico letterario del New York Times, Terry Teachout, ha giudicato l'opera come fallace ma "tanto stimolante intellettualmente quanto esasperante". Il romanziere Anthony Burgess ha invece definito Sexual Personae un "bel libro inquietante" e "molto colto".

## Edizioni italiane
- Camille Paglia, Sexual personae, collana Gli struzzi, traduzione di Daniele Morante, Torino, Giulio Einaudi Editore, 1993, ISBN 88-06-12438-2.
- Camille Paglia, Sexual personae, collana Pensiero libero, traduzione di Daniele Morante, Roma, Luiss University Press, 2022, ISBN 978-88-6105-844-6.